# Centaurea sanandajensis
Centaurea sanandajensis — вид квіткових рослин родини айстрових (Asteraceae). Ареал: зх. Іран (провінція Курдистан).

## Етимологія
Видовий епітет стосується міста Санандадж, де був знайдений новий вид.

## Екологія
Зустрічається розкидано між дубами на глинистих горах у провінції Курдестан, Західний Іран на висотах 1300–1500 метрів.

## Біоморфологічна характеристика
Багаторічна рослина з потовщеним кореневищем, ≈ 70 см заввишки, зазвичай повністю світло-зелені, повністю голі; є залишки стебел і основ листя минулого року. Стебла 4–5, прямі, смугасті, жовтуваті, ≈ 3–4 мм в діаметрі біля основи майже розгалужені у верхній частині з 2–5 квітковими головами. Листки голі. Прикореневе листя велике, 28–30 см завдовжки, ліроподібне; сегментів 2–3 пари. Нижні стеблові листки великі, 24–26 см завдовжки, ліроподібні; сегментів 2–4 пари. Серединні стеблові листки майже сидячі, 9–18 см завдовжки, ліроподібні; сегментів 2–3 пари. Верхні стеблові листки дедалі дрібнішають, сидячі, 1–7 см завдовжки, ліруваті чи з 2–3 лопатями в нижній частині, іноді прості. Головка одиночна на кінці гілок, ніжка довжиною 10–50(53) мм; обгортки яйцеподібні, округлі біля основи, 15–16 × 14–17 мм. Листочки обгортки багаторядні, шкірясто-трав'янисті, зелені, голі та гладкі; придатки дуже малі солом'яного кольору з блідо-коричневим кольором, більш інтенсивним у центральній частин. Квітки рожево-лілові; центральні квітки двостатеві, 21–22 мм завдовжки, з 5 рівними гострими лопатями, з темно-коричневими жилками, трубка жовта, трубка пиляка трохи довша за віночок; периферійні квітки безплідні, 4-лопатеві. Сім'янки довгасті, ≈ 4.2 мм завдовжки, ≈ 2.2 мм завширшки, жовті, гладкі та блискучі, притиснуто біло волосисті. Папус подвійний, блідо-коричневий; зовнішні щетинки 7–7.5 мм завдовжки; внутрішні коротші, 1.3-2.5 мм завдовжки.